# Čechy (Přerov)
Čechy é uma comuna checa localizada na região de Olomouc, distrito de Přerov.